# Andreiniimon
Andreiniimon is een geslacht van rechtvleugeligen uit de familie sabelsprinkhanen (Tettigoniidae). De wetenschappelijke naam van dit geslacht is voor het eerst geldig gepubliceerd in 1937 door Capra.

## Soorten
Het geslacht Andreiniimon  is monotypisch en omvat slechts de volgende soort:
- Andreiniimon nuptialis (Karny, 1918)